# GP van Italië MX1 2006
De Grote Prijs van Italië 2006 in de MX1-klasse motorcross werd gehouden op 11 juni 2006 op het circuit van Montevarchi. Het was de zevende Grote Prijs van het wereldkampioenschap. Stefan Everts domineerde opnieuw het gebeuren en won voor de vijfde opeenvolgende keer beide reeksen, waardoor zijn totaal in de tussenstand van het WK op 342 punten kwam (op een maximum van 350!). Kevin Strijbos was tweemaal tweede en nam zo de tweede plaats in de tussenstand van het WK over van de Est Tanel Leok. Het volledig Belgische podium werd vervolledigd door Steve Ramon, die tweemaal vierde was.

## Uitslag eerste reeks
| Plaats | Naam                  | Land |
| ------ | --------------------- | ---- |
| 1      | Stefan Everts         | BEL  |
| 2      | Kevin Strijbos        | BEL  |
| 3      | Ken De Dycker         | BEL  |
| 4      | Steve Ramon           | BEL  |
| 5      | Jonathan Barragán     | ESP  |
| 6      | Francisco García Vico | ESP  |
| 7      | Tanel Leok            | EST  |
| 8      | Cédric Melotte        | BEL  |
| 9      | Julien Bill           | SUI  |
| 10     | Pascal Leuret         | FRA  |

## Uitslag tweede reeks
| Plaats | Naam                  | Land |
| ------ | --------------------- | ---- |
| 1      | Stefan Everts         | BEL  |
| 2      | Kevin Strijbos        | BEL  |
| 3      | Tanel Leok            | EST  |
| 4      | Steve Ramon           | BEL  |
| 5      | Francisco García Vico | ESP  |
| 6      | Brian Jørgensen       | DEN  |
| 7      | Ken De Dycker         | BEL  |
| 8      | Pascal Leuret         | FRA  |
| 9      | Manuel Priem          | BEL  |
| 10     | Marvin Van Daele      | BEL  |

## Eindstand Grote Prijs
| Plaats | Naam                  | Land | Punten |
| ------ | --------------------- | ---- | ------ |
| 1      | Stefan Everts         | BEL  | 50     |
| 2      | Kevin Strijbos        | BEL  | 44     |
| 3      | Steve Ramon           | BEL  | 36     |
| 4      | Tanel Leok            | EST  | 34     |
| 5      | Ken De Dycker         | BEL  | 34     |
| 6      | Francisco García Vico | ESP  | 31     |
| 7      | Pascal Leuret         | FRA  | 24     |
| 8      | Brian Jørgensen       | DEN  | 18     |
| 9      | Julien Bill           | SUI  | 17     |
| 10     | Lauris Freibergs      | LAT  | 16     |
| 11     | Alex Salvini          | ITA  | 16     |
| 12     | Jonathan Barragán     | ESP  | 16     |

## Tussenstand wereldkampioenschap
| Plaats | Naam                  | Land | Punten |
| ------ | --------------------- | ---- | ------ |
| 1      | Stefan Everts         | BEL  | 342    |
| 2      | Kevin Strijbos        | BEL  | 253    |
| 3      | Tanel Leok            | EST  | 245    |
| 4      | Ken De Dycker         | BEL  | 231    |
| 5      | Steve Ramon           | BEL  | 227    |
| 6      | Jonathan Barragán     | ESP  | 166    |
| 7      | Pascal Leuret         | FRA  | 147    |
| 8      | Brian Jørgensen       | DEN  | 120    |
| 9      | Manuel Priem          | BEL  | 120    |
| 10     | Cédric Melotte        | BEL  | 118    |
| 11     | Francisco García Vico | ESP  | 115    |
| 12     | Marvin Van Daele      | BEL  | 108    |
| 13     | Julien Bill           | SUI  | 107    |
| 14     | Sébastien Tortelli    | FRA  | 99     |
| 15     | Antti Pyrhönen        | FIN  | 91     |
| 16     | James Noble           | GBR  | 89     |
| 17     | Danny Theybers        | BEL  | 73     |
| 18     | Alex Salvini          | ITA  | 47     |
| 19     | Wyatt Avis            | RSA  | 46     |
| 20     | Stephen Sword         | GBR  | 40     |
| 21     | Gordon Crockard       | IRL  | 40     |